# DFB-Jugend-Kicker-Pokal 2000/01
DFB-Jugend-Kicker-Pokalsieger 2000/01 war der VfB Stuttgart. Im Endspiel im Rottenburger Hohenbergstadion siegte der VfB Stuttgart am 24. Juni 2001 mit 5:1 gegen den FK Pirmasens.

## Teilnehmende Mannschaften
Am Wettbewerb nahmen folgende fünf Mannschaften teil:
- Hamburger SV (Vertreter Nord)

- Reinickendorfer Füchse (Vertreter Nordost)

- Arminia Bielefeld (Vertreter West)

- FK Pirmasens (Vertreter Südwest)

- VfB Stuttgart (Vertreter Süd)

## 1. Runde
| Datum      |                        | Ergebnis  |               |
| ---------- | ---------------------- | --------- | ------------- |
| 10.06.2001 | Reinickendorfer Füchse | 1:4 (1:1) | VfB Stuttgart |

## Halbfinale
| Datum      |              | Ergebnis  |                   |
| ---------- | ------------ | --------- | ----------------- |
| 17.06.2001 | Hamburger SV | 0:3 (0:1) | VfB Stuttgart     |
| 17.06.2001 | FK Pirmasens | 2:1 (1:1) | Arminia Bielefeld |

## Finale
| Paarung        | VfB Stuttgart – FK Pirmasens |
| Ergebnis       | 5:1 (2:1) |
| Datum          | 24. Juni 2001 |
| Stadion        | Hohenbergstadion, Rottenburg am Neckar |
| Zuschauer      | 1000 |
| Schiedsrichter | Michael Weiner (Hasede) |
| Tore           | 1:0 Bölstler (7.) 2:0 di Biccari (25.) 2:1 Carvalho (28.) 3:1 Bölstler (71.) 4:1 Hleb (75.) 5:1 Heilemann (85.) |
| VfB Stuttgart  | Aykut Erçetin – Eberhard Ilg, Michael Fink, Michael Rundio, Steffen Kocholl – Marco di Biccari (74. Michael Heilemann), Manuel Bölstler, Tobias Rathgeb, Dimitris Colon (70. Denis Berger) – Kevin Kurányi (79. Marco Calamita), Felix Luz (70. Wjatschaslau Hleb) Cheftrainer: Peter Starzmann |
| FK Pirmasens   | Carsten Hartmann – Sergej Marmarin, Timo Melzer (78. Igel), J. Hartmann, Benjamin Germann (56. Lukay) – Lars Fritsch (83. Schneider), Manuel Matheis, Jens Dorst, Fabian Lynker (64. Dominick Kumbela) – Patrick Hildebrandt, Miguel Carvalho Cheftrainer: Theo Trapp                           |
| Gelbe Karten   | keine – Matheis |